# برايان شو
برايان شو هو لاعب هوكي الجليد كندي، ولد في 20 مايو 1962 في إدمونتون في كندا.

## وصلات خارجية
- برايان شو على موقع دوري الهوكي الوطني (الإنجليزية)
- برايان شو على موقع EliteProspects.com (الإنجليزية)
- برايان شو على موقع HockeyDB.com (الإنجليزية)